# Fayetteville (Arkansas)

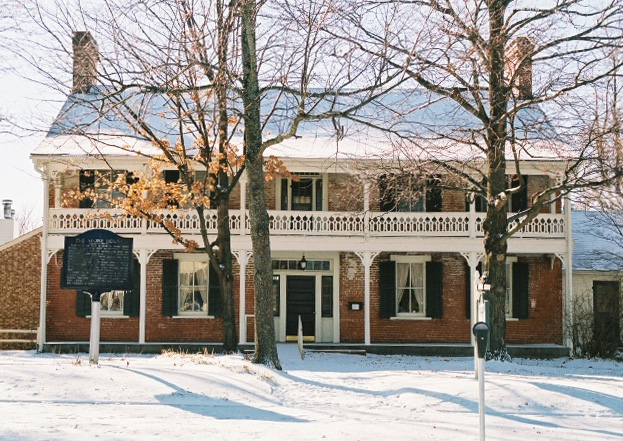
The Stone House, Fayetteville

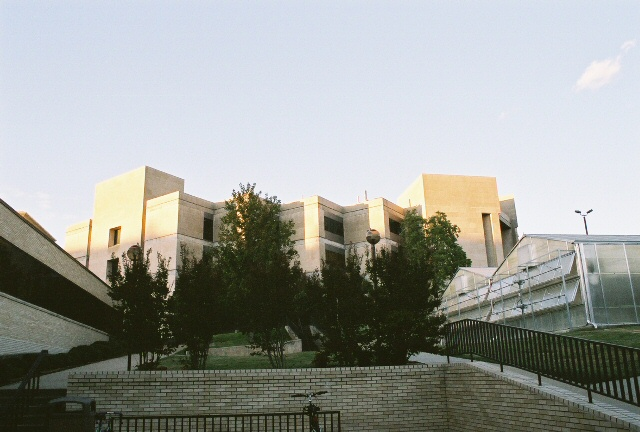
The Bell Engineering Center van de University of Arkansas in Fayetteville

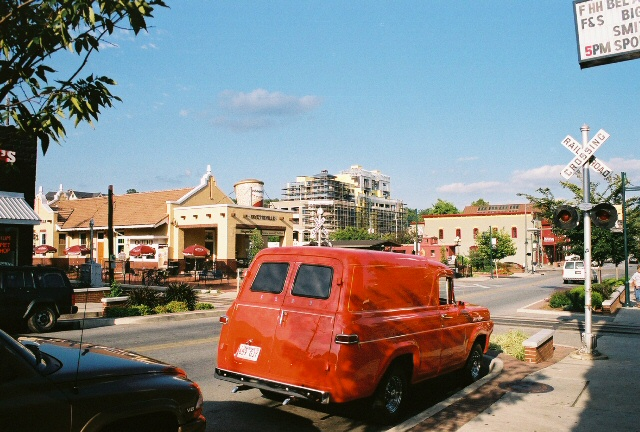
Spoorwegovergang op Dickson Street, Fayetteville

Fayetteville is een plaats (city) in de Amerikaanse staat Arkansas, en valt bestuurlijk gezien onder Washington County.

## Demografie
Bij de volkstelling in 2000 werd het aantal inwoners vastgesteld op 58.047.
In 2006 is het aantal inwoners door het United States Census Bureau geschat op 68.726, een stijging van 10679 (18.4%).

## Geografie
Volgens het United States Census Bureau beslaat de plaats een oppervlakte van
115,3 km², waarvan 112,5 km² land en 2,8 km² water. Fayetteville ligt op ongeveer 362 m boven zeeniveau.

## Sport
In het weekend van 29 en 30 januari 2022 vonden de wereldkampioenschappen veldrijden plaats in Fayetteville.

## Plaatsen in de nabije omgeving
De onderstaande figuur toont nabijgelegen plaatsen in een straal van 16 km rond Fayetteville.

## Geboren
- Richard Covey (1946), astronaut
- Lisa Blount (1957-2010), film- en televisieactrice en -producente
- Mike Conley Jr. (1987), basketballer
- Megan Stott (2003), actrice